# Trolltjärnen (Hogdals socken, Bohuslän)
Trolltjärnen är en sjö i Strömstads kommun i Bohuslän och ingår i Strömsån-Enningdalsälvens kustområde. Sjön är 13,9 meter djup, har en yta på 0,042 kvadratkilometer och befinner sig 90 meter över havet.